# Kaposvári KK
El Kaposvári KK es un equipo de baloncesto húngaro con sede en la ciudad de Kaposvár, que compite en la A Division, la máxima competición de su país. Disputa sus partidos en el Kaposvári Városi Sportcsarnok, con capacidad para 1,100 espectadores.

## Historia
Fundado en 1960, el club vivió su mejor época en los primeros años de la década de los 2000's, ganando la liga en 2001 y haciendo doblete en 2004 (liga y copa). Además, fueron subcampeones de copa en 2001 y de liga en 2003.
Las competiciones europeas en la que llegaron más lejos fueron la Copa Korać y la FIBA Europe Regional Challenge Cup, llegando a octavos de final de la Copa Korać en 2002 y quedando terceros en la FIBA Europe Regional Challenge Cup en 2003.

## Nombres
| Denominación            | Período       |
| ----------------------- | ------------- |
| Kaposvári Hunyady Vasút |               |
| Kaposvári Vasas Izzó    |               |
| Építők SC               |               |
| SÁÉV                    |               |
| Kaposcukor SE           | 1989-1992     |
| Kaposvári KC            | 1992-1995     |
| Konstruktőr KSE         | 1995-1996     |
| Klíma-Vill Kaposvári SE | 1996-1997     |
| Klíma-Vill Purina KSE   | 1997-2000     |
| Klíma-Vill Purina KKK   | 2000-2002     |
| Kaposvári Klíma-Vill KK | 2002-2003     |
| Kaposvári KK            | 2003–presente |

## Registro por Temporadas
| Temporada | Competición Doméstica | Competición Doméstica | Competición Doméstica | Competición Doméstica | Copa Húngara     | Competición Europea                              |
| Temporada | División              | Liga                  | Posición              | Play-Offs             | Copa Húngara     | Competición Europea                              |
| --------- | --------------------- | --------------------- | --------------------- | --------------------- | ---------------- | ------------------------------------------------ |
| 2000–01   | 1ª                    | A Division            | 2º                    | Campeones             | Subcampeones     | –                                                |
| 2001–02   | 1ª                    | A Division            | 3º                    | Cuartos de Final      | –                | 3ª Copa Korać - Octavos de final                 |
| 2002–03   | 1ª                    | A Division            | 1º                    | Subcampeones          | –                | 5ª FIBA Europe Regional Challenge Cup - 3ª Plaza |
| 2003–04   | 1ª                    | A Division            | 3º                    | Campeones             | Campeones        | 5ª FIBA Europe Cup - Cuartos de Final            |
| 2004–05   | 1ª                    | A Division            | 8º                    | Cuartos de Final      | –                | –                                                |
| 2005–06   | 1ª                    | A Division            | 6º                    | Cuartos de Final      | –                | –                                                |
| 2006–07   | 1ª                    | A Division            | 10º                   | –                     | –                | –                                                |
| 2007–08   | 1ª                    | A Division            | 12º                   | –                     | –                | –                                                |
| 2008–09   | 1ª                    | A Division            | 12º                   | –                     | –                | –                                                |
| 2009–10   | 1ª                    | A Division            | 9º                    | –                     | –                | –                                                |
| 2010–11   | 1ª                    | A Division            | 11º                   | –                     | –                | –                                                |
| 2011–12   | 1ª                    | A Division            | 9º                    | –                     | –                | –                                                |
| 2012–13   | 1ª                    | A Division            | 4º                    | Semifinales           | –                | –                                                |
| 2013–14   | 1ª                    | A Division            | 4º                    | Semifinales           | Cuartos de Final | –                                                |
| 2014–15   | 1ª                    | A Division            | 3º                    | Cuartos de Final      | Cuartos de Final | –                                                |
| 2015–16   | 1ª                    | A Division            | 8º                    | Cuartos de Final      | –                | –                                                |
| 2016–17   | 1ª                    | A Division            | 7º                    | Cuartos de Final      | Cuartos de Final | –                                                |
| 2017–18   | 1ª                    | A Division            |                       |                       |                  | –                                                |

## Kaposvári KK en competiciones europeas
Copa Korać 1993-94
| 1ª Ronda | Kaposvári KK | Nová Hut | 94-79 | 107-74 |  |

Copa Korać 2001-02
| 1ª Ronda         | Kaposvári KK   | Triglav Osiguranje | 90-73  | 65-80  |  |
| 2ª Ronda         | Kaposvári KK   | Mazowiecki KS      | 96-81  | 98-93  |  |
| Fase de grupos   | Kaposvári KK   | UKJ Süba           | 101-83 | 77-111 |  |
| Fase de grupos   | Kaposvári KK   | Avtodor            | 97-76  | 97-74  |  |
| Fase de grupos   | Geoplin Slovan | Kaposvári KK       | 76-70  | 78-74  |  |
| Octavos de Final | Kaposvári KK   | Prokom Trefl       | 78-88  | 98-95  |  |

FIBA Europe Regional Challenge Cup 2002-03
| Fase de grupos (Conferencia Norte)   | Kaposvári KK   | TSV Bayer 04 | 115-86 | 85-80  |  |
| Fase de grupos (Conferencia Norte)   | Netcom Aliens  | Kaposvári KK | 66-101 | 103-63 |  |
| Fase de grupos (Conferencia Norte)   | ECM Nymburk    | Kaposvári KK | 75-80  | 105-96 |  |
| Cuartos de Final (Conferencia Norte) | E.S.O. Lucenec | Kaposvári KK | 69-70  | 89-59  |  |
| Semifinales (Conferencia Norte)      | TSV Bayer 04   | Kaposvári KK | 91-74  |        |  |
| 3º y 4º Puesto (Conferencia Norte)   | Kaposvári KK   | Khimik       | 86-59  |        |  |

FIBA Europe Cup 2003-04
| Fase de grupos (Conferencia Central)   | Mlekarna Kunin | Kaposvári KK | 87-96 | 96-90 |       |  |
| Fase de grupos (Conferencia Central)   | Kaposvári KK   | KK Hiron     | 97-64 | 80-71 |       |  |
| Cuartos de Final (Conferencia Central) | Kaposvári KK   | BVV ZS Brno  | 83-73 | 65-54 | 64-76 |  |

## Palmarés

### Liga
- A Division

-   -  Campeones (2): 2001, 2004

-   - Subcampeones (1): 2003

### Copa
- Copa Húngara

-   -  Campeones (1): 2004

-   -  Subcampeones (1): 2001

### Internacional
- Copa Korać

-   - Octavos de Final (1): 2002

- FIBA Europe Regional Challenge Cup

-   - Terceros (1): 2003

-   - Cuartos de Final (1): 2004

## Jugadores destacados
El club ha tenido numerosos jugadores destacados, los cuales se listan a continuación:
- Bennet Davis
- Ermin Jazvin
- Aleksandar Todorović
- Matija Češković
- Stojan Ivković
- Albert Karner
- Hrvoje Puljko
- Gergely Baki
- Attila Beck
- Tamás Bencze
- Szilárd Benke
- Balázs Bodó
- Benedek Bogdán
- Ferenc Csirke
- Gergely Dávid
- Gábor Dénes
- Gábor Drahos
- László Farkas
- Márkó Filipovics
- Márton Fodor
- Gábor Fülöp
- Levente Gémes
- Henrik Góbi
- Ferenc Godena
- Zsolt Gráczer
- Péter Grebenár
- Roland Hendlein
- Gergő Hock
- Balázs Hoffmann
- Márton Horváth
- Robert Jarosevics
- Kornél Kiss
- Zsolt Kiss
- Zalán Kocsis
- Dániel Koma
- József Lekli
- Tamás Márkus
- Máté Medve
- István Nyilas
- László Orosz
- Péter Papp
- Balázs Simon
- Gábor Soós
- Balázs Szabó
- József Szájer
- Balázs Szőke
- Attila Tanács
- Máté Tömösváry
- Zoltán Trepák
- Roland Varga
- Dávid Vojvoda
- György Vojvoda
- Vaidas Jurgilas
- Kęstutis Marčiulionis
- Mihailo Sekulović
- Igor Mihajlović
- Miloš Pešić
- Predrag Prlinčević
- Aleš Kunc
- Aleš Primc
- Nejc Strnad
- Anthony Allison
- Dwayne Archbold
- Corey Brown
- Wayne Chism
- Malik Cooke
- Robert Crawford
- Kurt Cunningham
- Ronnie De Gray
- Maurice Dejon
- Christopher Dunn
- Javier Duren
- Carl Edwards
- Mo Evans
- Michael Fey
- Roderick Flowers
- Branden Frazier
- Winsome Frazier
- Branduinn Fullove
- Novar Gadson
- Matt Gibson
- Charles Gosa
- Ledon Green
- Lucas Hargrove
- Aaron Hawley
- Louis Hinnant
- Jibrahn Ike
- Altron Jackson
- Anthony Jones
- Andrew Keister
- Vincent King
- Mike Kinsella
- Anthony Kyle
- Corey Minnifield
- David Moseley
- Ronald Nunnery
- Nik Raivio
- Kenneth Simms
- Johnelle Slone
- Matt Stainbrook
- Joseph Taylor
- Kevin Thompson
- Larry Welton
- Josh Wilson
- Marshall Wilson
- Joe Wylie
- Sullivan Phillips
- Sejo Bukva
- Fahro Alihodzic
- Gordan Filipovics
- Branislav Jancikin
- Brahim Konaré
- Aleksandar Lazić
- Branislav Dzunić
- Nikola Fekete
- Tomislav Ivošev
- Marko Špica
- Emir Halimić
- Marco Sanders
- Kwadzo Ahelegbe
- Daniel Werner
- Mike Wiatre
- Jaytornah Wisseh
- Henry Uhegwu
- Emmanuel Ubilla
- Kyle Swanston